# Kékszárnyú hernyófaló
A kékszárnyú hernyófaló (Vermivora cyanoptera, régebben Vermivora pinus) a madarak osztályának verébalakúak (Passeriformes) rendjébe és az újvilági poszátafélék (Parulidae) családjába tartozó faj.

## Előfordulása
Észak-Amerikában költ, telelni délre vonul, eljut Közép-Amerikáig.

## Megjelenése
Testhossza 11,5 centiméter. Tollazata sárga, szárnya és farka kékesszürke.